# Libertad Dorada

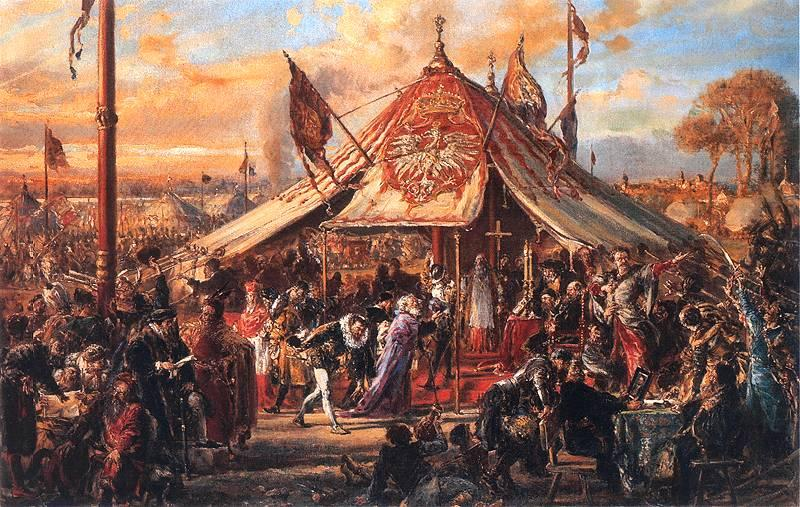
La República en el cénit de su poder. Libertad Dorada. La Elección Real de 1573, de Jan Matejko.

La Libertad Dorada (en latín: Aurea Libertas; en polaco: Złota Wolność; en lituano: Auksinė laisvė), también llamada Democracia de los Nobles o Mancomunidad de los Nobles (en polaco: Rzeczpospolita Szlachecka) denomina a un sistema político aristocrático único en el Reino de Polonia y posteriormente, tras la unión de Lublin (1569) en la Mancomunidad de Polonia-Lituania. Bajo ese sistema, todos los nobles (szlachta) que gobernaban territorios eran iguales y disfrutaban de grandes derechos y privilegios. La nobleza controlaba el legislativo (Sejm - el Parlamento polaco) y al rey electo.

## Desarrollo
Este sistema político, inusual para su tiempo, surgió de las victorias de los szlachta (nobleza) sobre las otras clases sociales y sobre el sistema político de la monarquía. En su tiempo, los szlachta acumularon suficientes privilegios (como los establecidos en el acta Nihil novi de 1505, los Artículos de Enrique (Enrique de Valois) de 1573 y otros obtenidos a través de varios pacta conventa - véase Szlachta Su ascensión al poder) como para que ningún monarca pudiera esperar marginarlos del poder.

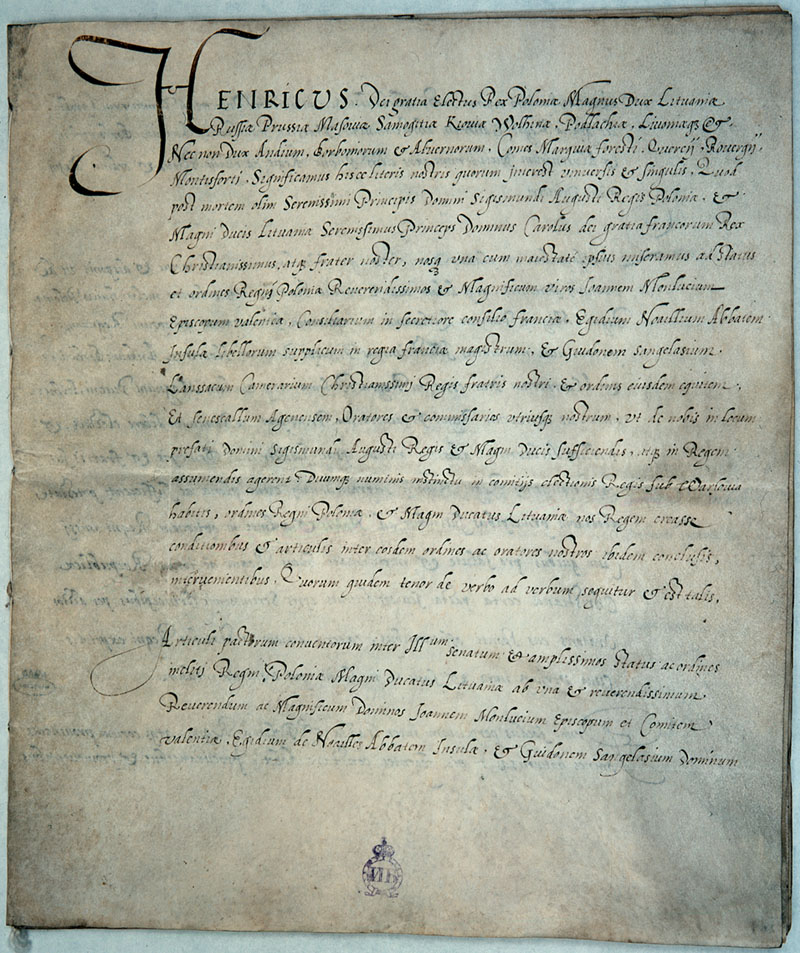
Primeros pacta conventa firmados por Henryk Walezy (Henri de Valois).

La doctrina política de la Mancomunidad de las Dos Naciones era: "nuestro estado es una república bajo la presidencia del rey." El kanclerz (canciller) Juan Zamoyski resumió esta doctrina en al frase Rex regnat et non gubernat ("El Rey reina pero no gobierna"). La Mancomunidad tenía un parlamento, el Sejm, así como un Senat y un rey elegido. El rey estaba obligado a respetar los derechos de los ciudadanos especificados en los Artículos de Enrique así como en los Pacta conventa negociados en el momento de su elección.
El poder del monarca estaba limitado, a favor de una importante clase noble. Cada nuevo rey tenía que subscribir los Artículos de Enrique, que eran la base del sistema político de Polonia (que incluían garantías de tolerancia religiosa casi sin precedentes). Con el tiempo estos Artículos fueron mezclados con los pacta conventa, promesas acordadas con el rey electo. Desde ese momento, el rey se convertía efectivamente en un igual a la clase noble y era constantemente supervisado por un grupo de senadores.
Los fundamentos del sistema político de la Mancomunidad, la "Libertad Dorada" (término usado desde 1573), incluían:
- Libre elección del rey por parte de todos los nobles que desearan participar;
- el Sejm, el parlamento de la Mancomunidad, que el rey estaba obligado a convocar cada dos años;
- los pacta conventa (latín), acuerdos negociados con el rey electo, incluyendo una declaración de derechos, ligados al rey, derivados de los precedentes Artículos de Enrique;
- rokosz (insurrección), derecho de los szlachta a formar una rebelión legal contra un rey que violara sus libertades garantizadas;
- liberum veto (latín), derecho de un enviado de una tierra individual de oponerse a una decisión de la mayoría en una sesión del Sejm, cuyo veto anulaba toda la legislación que se hubiera tramitado en esa sesión; durante la crisis de la segunda mitad del siglo XVII, los nobles polacos podían usar este liberum veto también en los sejmik provinciales;
- konfederacja (del latín confederatio), derecho a formar una organización con un objetivo político común.

Es difícil de enmarcar el sistema político de la Mancomunidad en una sola categoría, pero puede ser descrita de algún modo como una mezcla de:
- confederación y federación, con especial cuidado en la autonomía de sus regiones. De todos modos es complicado denominar decisivamente a la Mancomunidad como una confederación o una federación, ya que tiene particularidades de ambas;
- oligarquía,[1] ya que sólo un 10% de la población podía votar;
- democracia, por la que todos los szlachta eran iguales en derechos y privilegios, y el Sejm podía vetar al rey en asuntos importantes, incluyendo la legislación (adopción de nuevas leyes), los asuntos exteriores, declaraciones de guerra e impuestos (cambios en las tasas existentes o recaudación de nuevos). Asimismo el 10% de la población de la Mancomunidad que tenía estos derechos políticos (los szlachta) era una proporción substancialmente mayor que en otros países europeos; como se puede apreciar en el hecho de que en 1831 en Francia sólo podía votar el 1%, y en 1867 en el Reino Unido sólo el 3%;
- monarquía electiva, ya que el monarca, elegido por los szlachta, era Jefe de Estado;
- monarquía constitucional, ya que el monarca estaba ligado a los pacta conventa y otras leyes, y los szlachta podían desobedecer los decretos del rey que consideraran ilegales.

## Evaluación
La "Libertad Dorada" fue una característica única y controvertida del sistema político de Polonia. Fue una excepción, caracterizada por una aristocracia fuerte y un rey débil, en una época en la que el absolutismo se estaba desarrollando en los principales países de Europa. En una época en la que la mayoría de los países europeos se dirigían hacia la centralización, monarquía absoluta y guerras dinásticas y religiosas, la Mancomunidad experimentó con la descentralización, la confederación y la federación, la democracia, la tolerancia religiosa e incluso el pacifismo. El Sejm normalmente vetaba los planes bélicos del monarca, por lo que esto constituye un argumento para la teoría de la paz democrática. Este sistema fue precursor de conceptos modernos de una democracia más amplia y la monarquía constitucional así como el de federación.
Los ciudadanos szlachta de la Mancomunidad lograron el derecho de resistencia, el contrato social, la libertad del individuo, el principio del gobierno por consenso, el valor de la autoconfianza -conceptos que encontramos en las modernas democracias liberales. Como los demócratas liberales de los siglos XIX y XX, los nobles polacos estaban preocupados por el poder del estado. Los nobles polacos se mostraban fuertemente opuestos al concepto del estado autoritario.
Quizás los paralelismos más cercanos que se puedan establecer a la "Democracia de los Nobles" de Polonia habría que buscarlos fuera de Europa, en Norteamérica, entre los aristócratas esclavistas de los estados del Sur de Estados Unidos, donde los demócratas poseedores de esclavos, padres fundadores de los Estados Unidos de América como Thomas Jefferson o George Washington tenían muchos valores en común con los nobles reformistas de la Mancomunidad. No es una coincidencia que en 1791 la Mancomunidad adoptara la segunda más antigua constitución nacional codificada de la Edad Moderna.
De todos modos, los críticos han de esta "Libertad Dorada" se han defendido apuntando que las libertades y derechos allí consagrados se limitaban sólo a la nobleza, excluyendo a los campesinos o a la gente de las ciudades (burguesía) y no daba un sistema legal que garantizara la libertad, tanto en su sentido político como filosófico, de la mayoría de la población, sin protegerles tampoco de los excesos de la nobleza, resultando en un desarrollo lento de las ciudades y el sistema de servidumbre entre los campesinos. La Mancomunidad era conocida como el Paraíso de los Nobles -algunas veces como el Paraíso Judío, pero también como el Purgatorio de los burgueses y el Infierno de los campesinos. Incluso entre los nobles, la Libertad Dorada era utilizada por los magnates más poderosos como pretexto para llevar a cabo sus abusos. Esta afirmación no fue hecha en una época contemporánea sino por un novelista judío-alemán del siglo XX, Alfred Döblin. De hecho, hay constancia de que campesinos rusos huían de sus brutales amos para asentarse en la Polonia liberal, lo que contradice la afirmación de que era un Infierno para los campesinos.
Las críticas más duras a este sistema han afirmado que era responsable de "guerras civiles e invasiones, debilidad nacional, irresolución, y pobreza de espíritu". Al no ser capaz de evolucionar en el sistema absolutista de la Edad Moderna y en la monarquía nacional, la Mancomunidad sufrió un declive gradual hacia la anarquía, por el uso del liberum veto y otros abusos del sistema. Con la mayoría de los szlachta creyendo vivir en un estado perfecto, muy pocos cuestionaron la Libertad Dorada y la filosofía del sarmatismo, hasta que fue demasiado tarde. Al negarse los nobles de la szlachta a pagar impuestos para un ejército mayor y más moderno, y siendo los magnates comúnmente sobornados por poderes extranjeros paralizando el sistema político de la Mancomunidad, la República de las Dos Naciones fue incapaz de defenderse de sus cada vez más eficientes y militarizados vecinos (lanzados a la burocratización), convirtiéndose en un objetivo tentador para la agresión extranjera. Fue finalmente repartida y anexionada por países absolutistas vecinos más fuertes a finales del siglo XVIII.

## Sistemas parecidos en otros lugares
La Libertad Dorada creó un sistema inusual para su época, aunque un sistema político parecido existía en las ciudades-estado contemporáneas como la República de Venecia. (curiosamente ambos estados eran denominados "Serenísima República"), o las Provincias Unidas de los Países Bajos que también practicaba un régimen basado en libertades civiles pero donde el derecho a la participación política estaba limitado a una minoría. 
De todos modos, hay que destacar que ni en la República de Venecia ni en otras ciudades estado italianas, y menos aún en los Países Bajos, existía el liberum veto en sus instituciones, siendo que la aristocracia de tales Estados no tenía "derecho de sublevación" contra las decisiones del gobierno de la república.
Un destino similar se dio en Italia, primero debido a una incapacidad secular de los reyes de Francia y España, y del Papado, para ponerse de acuerdo en dividir el territorio, y posteriormente por la reacción contra la dominación de los Habsburgo, de modo que hasta 1861 no se alinearon la mayoría de los estados en apoyo de una monarquía nacional representada por Víctor Manuel II de la Casa de Saboya, hasta entonces rey de Cerdeña.